# Luca Morisi
Luca Enrico Roberto Morisi (Milano, 22 febbraio 1991) è un rugbista a 15 italiano, tre quarti centro delle Zebre.

## Biografia
Figlio di Riccardo Morisi, medico ed ex rugbista, crebbe nelle giovanili dell'ASR Milano fin dall'età di 7 anni.
Già fin dalle giovanili, per caratteristiche fisiche e tecniche (placcaggio e recupero), aveva mostrato doti da tre quarti centro, non disdegnando anche la realizzazione (in un torneo del 1999 fu il miglior marcatore di mete).
Esordì in serie A nell'ottobre 2010 a Catania nelle file del Grande Milano per poi giungere, via Accademia FIR, in Eccellenza 2011-12 nella formazione parmigiana dei Crociati; a novembre di quello stesso anno il C.T. della nazionale Brunel inserì Morisi nel gruppo di giovani giocatori da collaudare in vista del Sei Nazioni 2012, durante il quale esordì nell'incontro di Roma contro l'Inghilterra.
A quella data Morisi aveva avuto anche esperienze di Pro12, essendo stato preso in prestito dal Benetton come permit-player per sostituire numerosi titolari impegnati nella Coppa del Mondo di rugby 2011.
Nel prosieguo di stagione fu ancora un permit-player di Treviso; nel 2012 fu altresì messo sotto contratto esclusivo della franchise veneta.
Nel corso di un test match di fine anno del 2013 contro Figi Morisi riportò una lesione alla milza, con conseguente asportazione chirurgica della stessa.
Inserito da Brunel nella lista ufficiale dei convocati alla Coppa del Mondo di rugby 2015, dovette essere rimpiazzato per via della rottura di un legamento del ginocchio destro.
Rimasto quasi tre anni fuori dalla nazionale, rientrò sotto la gestione di Conor O'Shea in occasione di una vittoria contro la Georgia a Firenze nel novembre 2018 e tornò in pianta stabile nel Sei Nazioni 2019; nel prosieguo dell'anno fu incluso nella lista dei convocati alla Coppa del Mondo 2019 in Giappone.
A fine contratto con il Benetton, Morisi ha firmato un accordo con il club inglese del London Irish i cui dettagli non sono stati resi noti.